# Oława
 (août 2021).
Si vous disposez d'ouvrages ou d'articles de référence ou si vous connaissez des sites web de qualité traitant du thème abordé ici, merci de compléter l'article en donnant les références utiles à sa vérifiabilité et en les liant à la section « Notes et références ».
Oława (en allemand : Ohlau) est une ville de Pologne située au sud-ouest du pays, dans la voïvodie de Basse-Silésie.

## Histoire
En 1816, Ohlau devient le chef-lieu de l'arrondissement d'Ohlau dans le district de Breslau dans la province de Silésie.

## Industrie
- ERGIS SA - une entreprise du secteur de l'industrie chimique, spécialisée dans la transformation des matières plastiques et dans la fabrication des produits en PVC, PET et PE.
- Une usine fabrique des lave-linge pour le groupe Electrolux.